# Železniška proga Jesenice–Sežana
Železniška proga Jesenice–Sežana je ena železniških prog, ki sestavljajo železniško omrežje v Sloveniji.
Proga se ponaša z vrsto presežnikov v slovenskem železniškem omrežju. Med Prvačino in Štanjelom se nahaja najstrmejši odsek (26,7 ‰), teče skozi najdaljši železniški predor, ki je v celoti na slovenskem ozemlju (Bohinjski predor, 6327,3 m), čez Solkanski most, ki se ponaša z največjim kamnitim lokom železniških mostov na svetu, most čez Idrijco pri Mostu na Soči pa je s 30 m najvišji slovenski železniški most. Poleg tega ta proga velja za najslikovitejšo. Kljub temu da prečka Alpe, ni najvišje ležeča slovenska proga. Nadmorska višina najvišje točke znaša 576 m (na Blejski Dobravi oz. na postajališču Vintgar), medtem ko je nadmorska višina postaje v Postojni 582 m.
Med Jesenicami in Sežano prečka kar 37 predorov, 27 viaduktov, 39 mostov in 5 galerij.

## Zgodovina
Gradnja Bohinjske proge, ki naj bi povezala Češko in osrednjo Avstrijo s Trstom ter zamajala monopol Južne železnice, se je pričela leta 1900 in se končala 1906. Zaradi številnih vzponov in spustov so že v času gradnje razmišljali, da bi progo kot prvo na današnjem Slovenskem elektrificirali. Te načrte je preprečil izbruh 1. svetovne vojne. Po vojni je proga, katere večji del je pripadel Italiji (rapalska meja s Kraljevino SHS jo je razdelila v Bohinjskem predoru) izgubila pomen zaradi razpada Avstro-Ogrske in dejstva, da je pontebska proga postala konkurenčnejša za promet med Avstrijo in Trstom zaradi dveh državnih meja manj. Po koncu 2. svetovne vojne je večji del proge pripadel Jugoslaviji, državna meja pa jo je presekala med Repentaborom in Opčinami. Konec leta 1947 je bilo odločeno, da bodo tudi južni del nekdanje Bohinjske proge navezali na slovensko železniško omrežje. Tako so naslednje leto pričeli graditi odsek med Dutovljami in Sežano (pri gradnji so uporabili gramoz z nemške obvozne proge Vižmarje–Črnuče–Laze) in ga dokončali 21. decembra istega leta. V 80. letih so po njej poskušali uvesti t. i. »soški koridor« za tovore med Koprom in Jesenicami (takrat je bil v Divači dograjen divaški lok, ki je omogočal promet med Koprom in Sežani brez menjave smeri), vendar je po osamosvojitvi Slovenije zamrl. Tako se danes za tranzitni tovorni promet uporablja predvsem ob izrednih dogodkih na glavni progi med Koprom, Ljubljano in Jesenicami. Do elektrifikacije in resnejše posodobitve ni prišlo nikoli. Z izgradnjo nove precej prepustnejše Pontebske proge med Vidmom in Trbižem v začetku 21. stoletja je soški koridor še dodatno izgubil na pomenu.

## Trasa
Začetna postaja je Jesenice, končna postaja je Sežana. Pomembna vmesna postaja je Nova Gorica.